# 馬鞍山運動場
馬鞍山運動場（英語：Ma On Shan Sports Ground）耗資1.53億港元興建，於1999年12月28日啟用，在一幢幢屋邨大廈及社區設施的包圍下，運動場顯得格外突出。運動場由康文署負責管理。

## 歷史
馬鞍山運動場位於新界沙田馬鞍山第92區，是興安臨時房屋區的舊址，地盤面積約42,000平方米，在興建初期因前承建商清盤、由建築署於1997年12月重收工地，導致落成日期嚴重延誤；最後由另一間承建商利基控股為運動場承建、並於於1998年1月重新動工，翌年8月27日完成。
1999年12月28日，由當時臨時區域市政局主席劉皇發主持揭幕啟用，是區域市政局解散前最後一個落成建築物。

## 設施
馬鞍山運動場的設計簡單實用，雙層觀眾看台長150米，可容納約1,400名觀眾，藍色的座位配以啞銀色的金屬欄杆，輕巧的上蓋由火炬形支柱承托，向外伸展。看台下面是更衣室及辦事處。運動場設有一個11人天然草地足球場和按照国际田径联合会的標準而建造的400米跑道及相關田徑設施。2006年年底運動場跑道曾進行翻新工程。

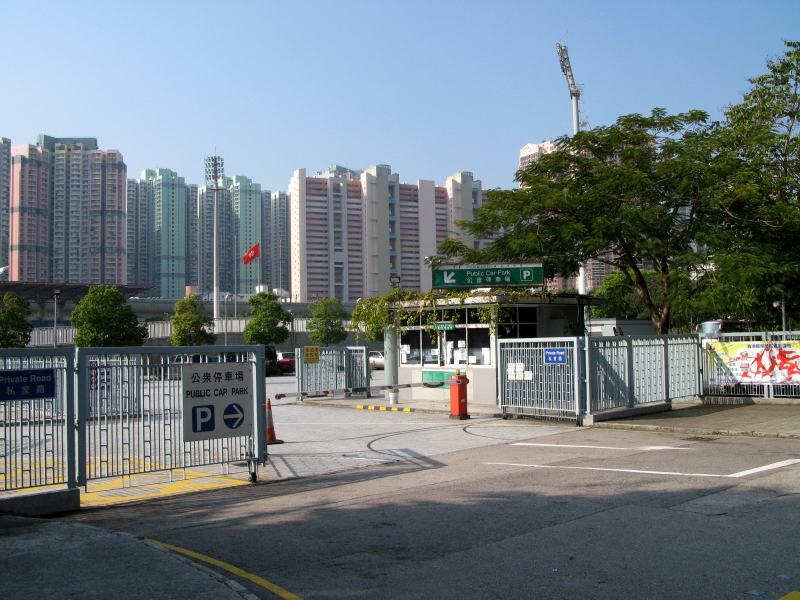
停車場入口
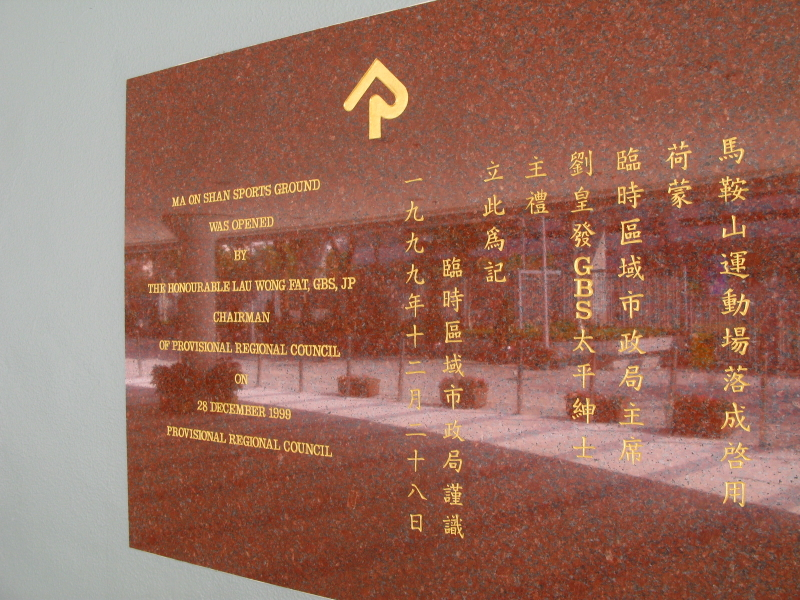
基石
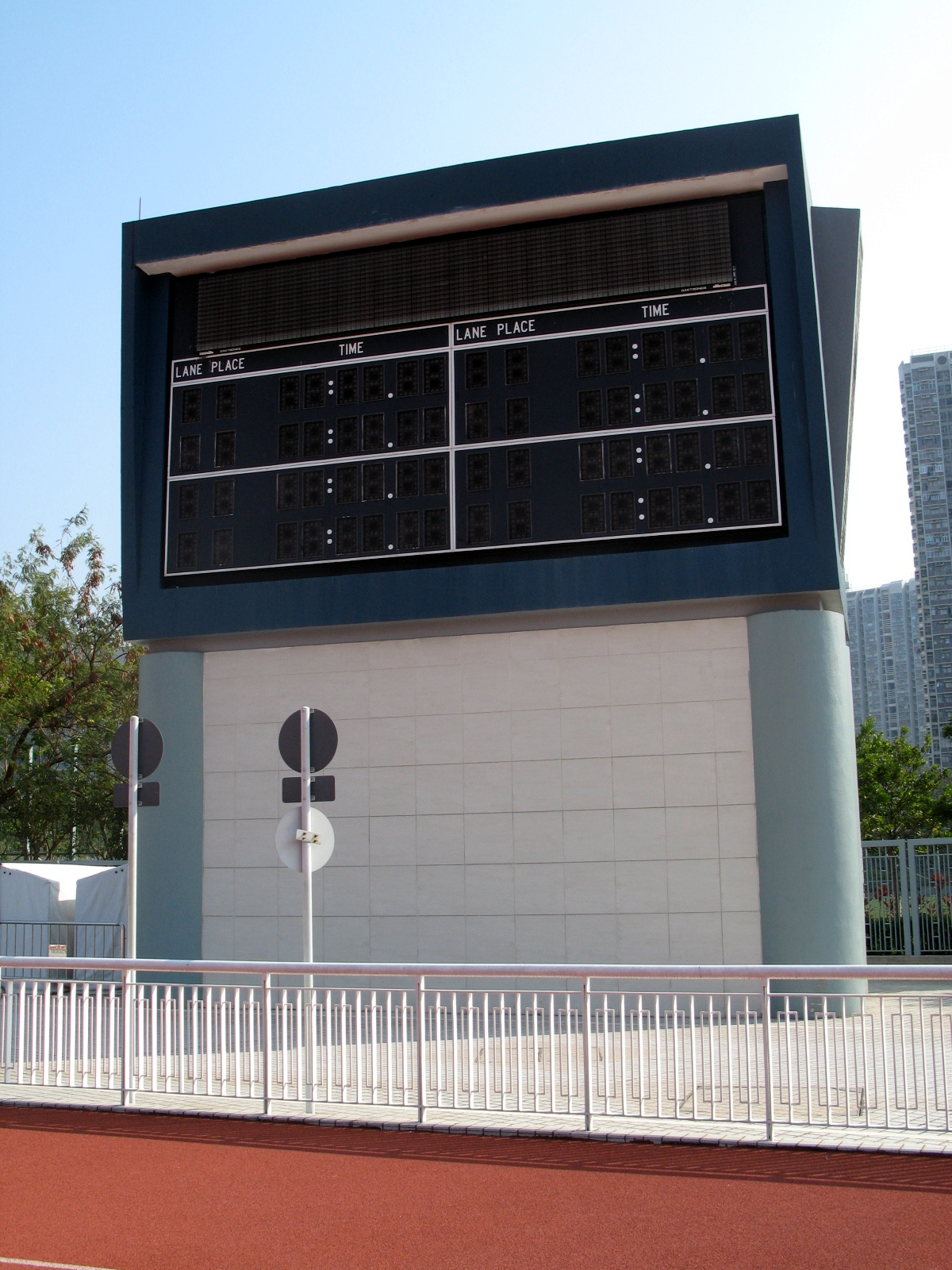
電子計分屏幕
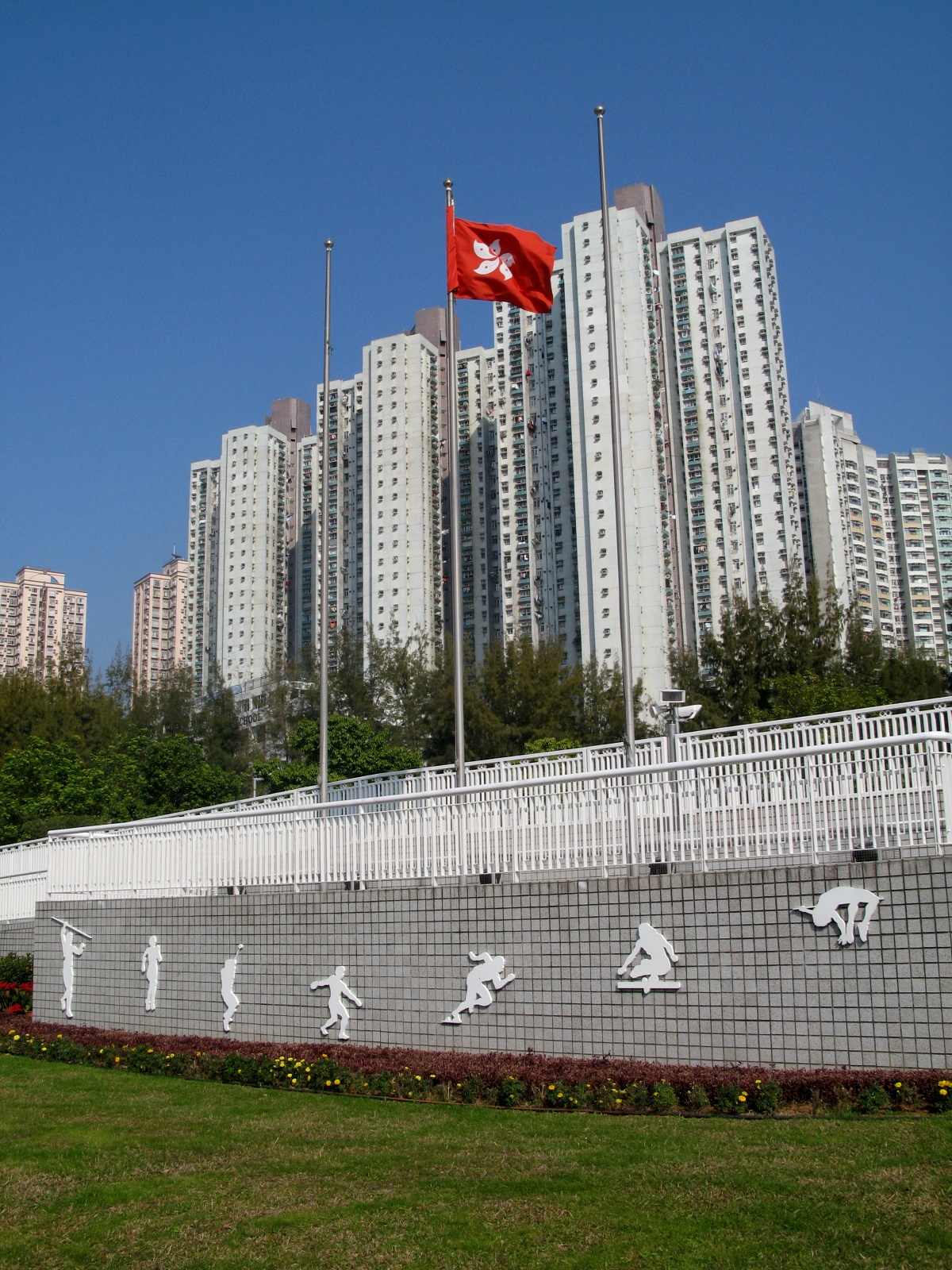
頒獎臺
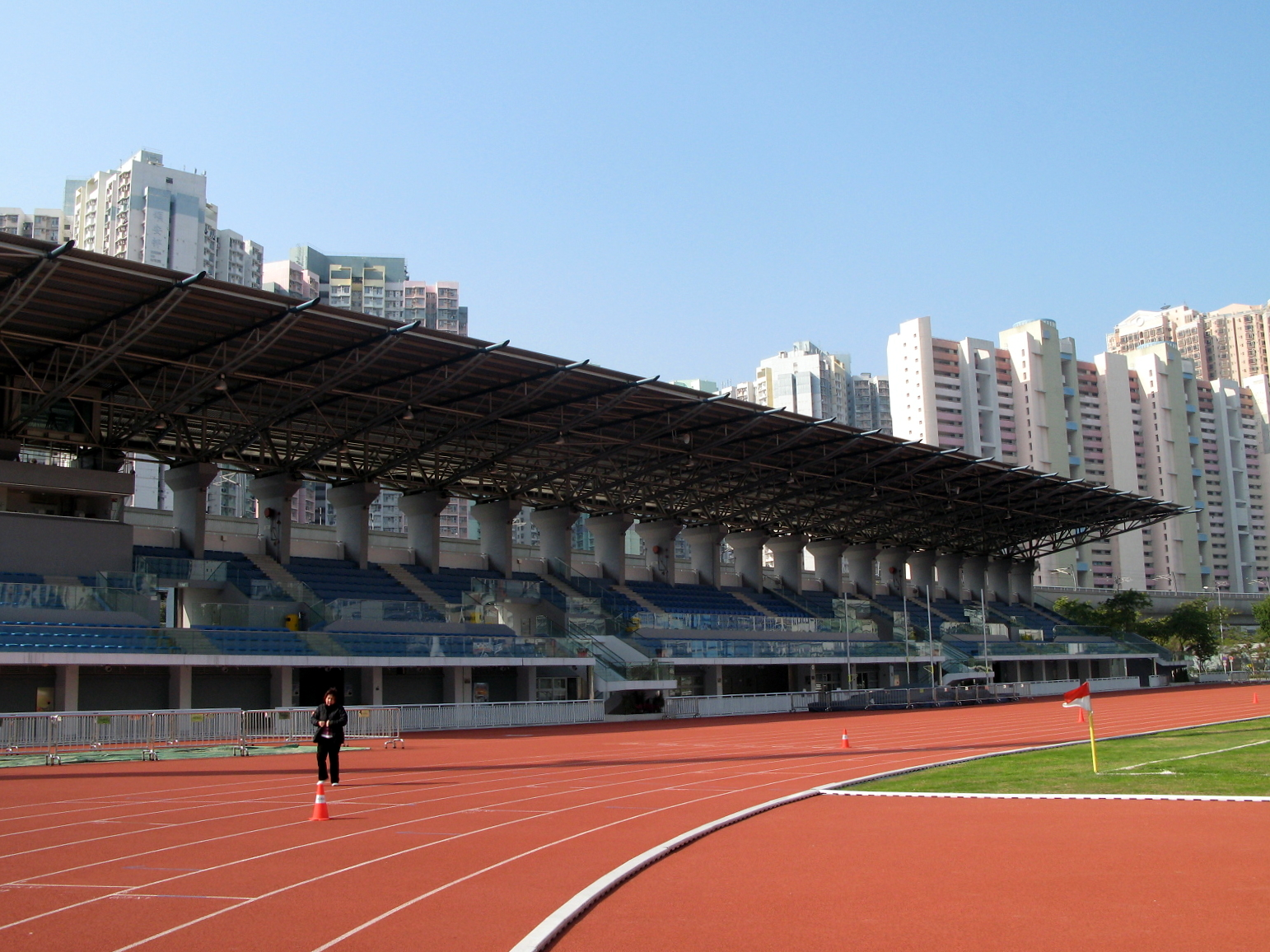
運動場看台
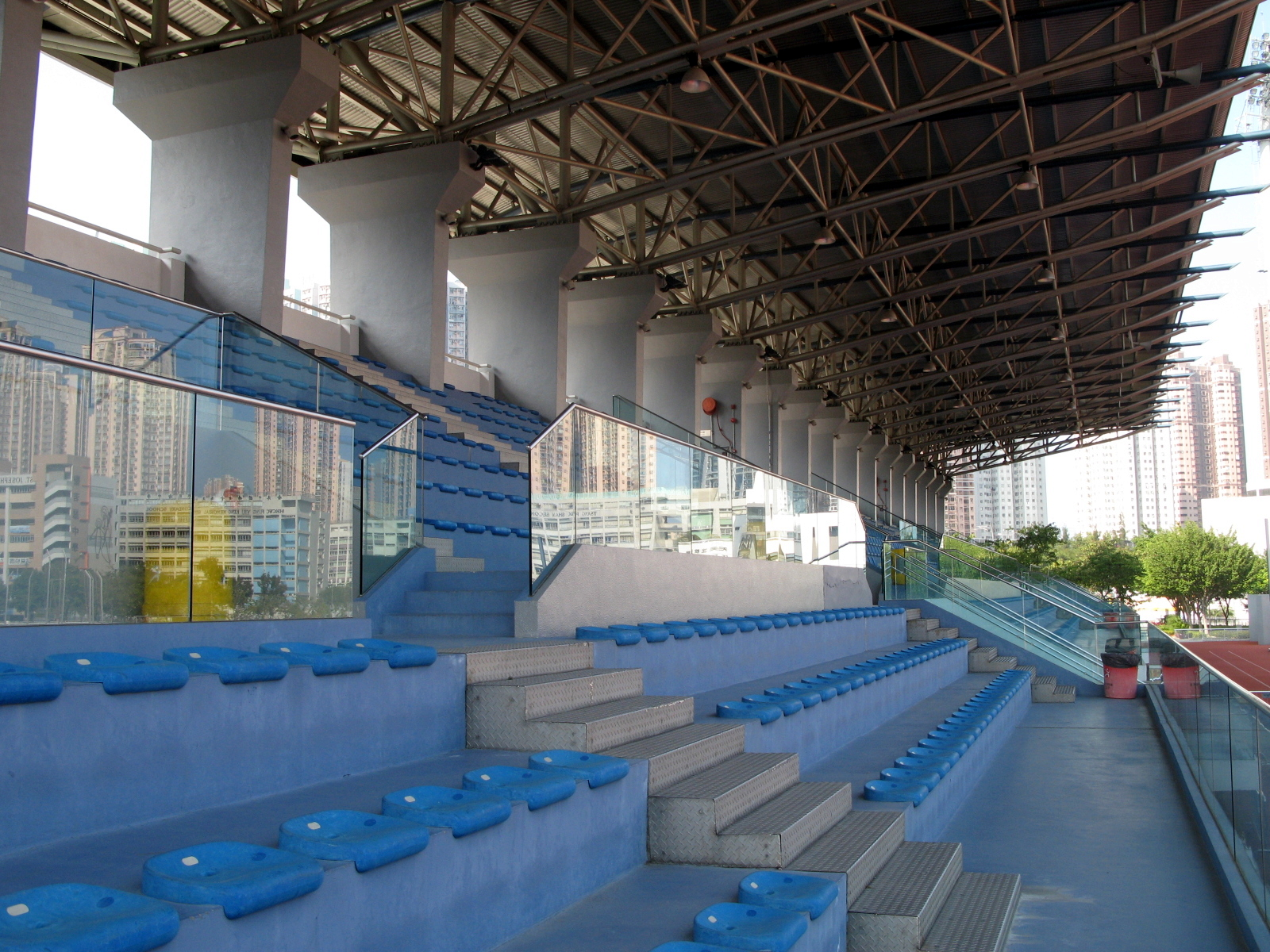
看台上
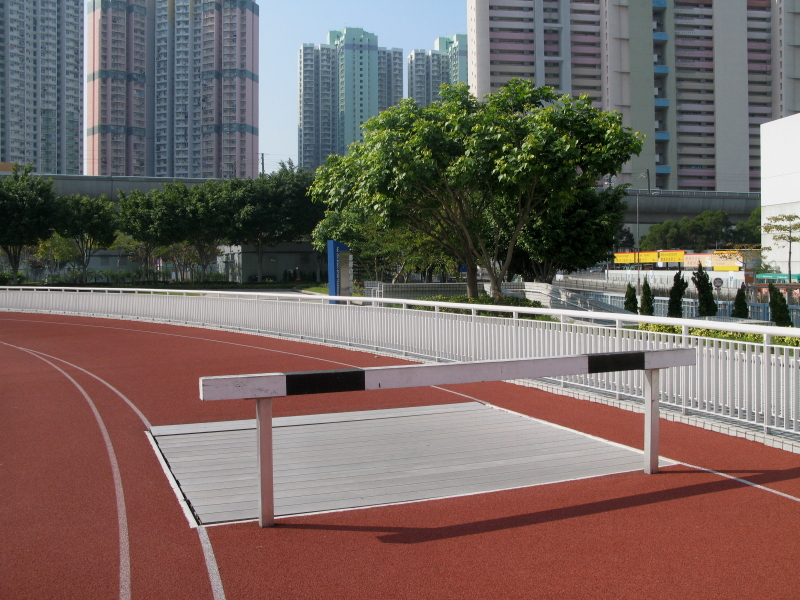
跑道
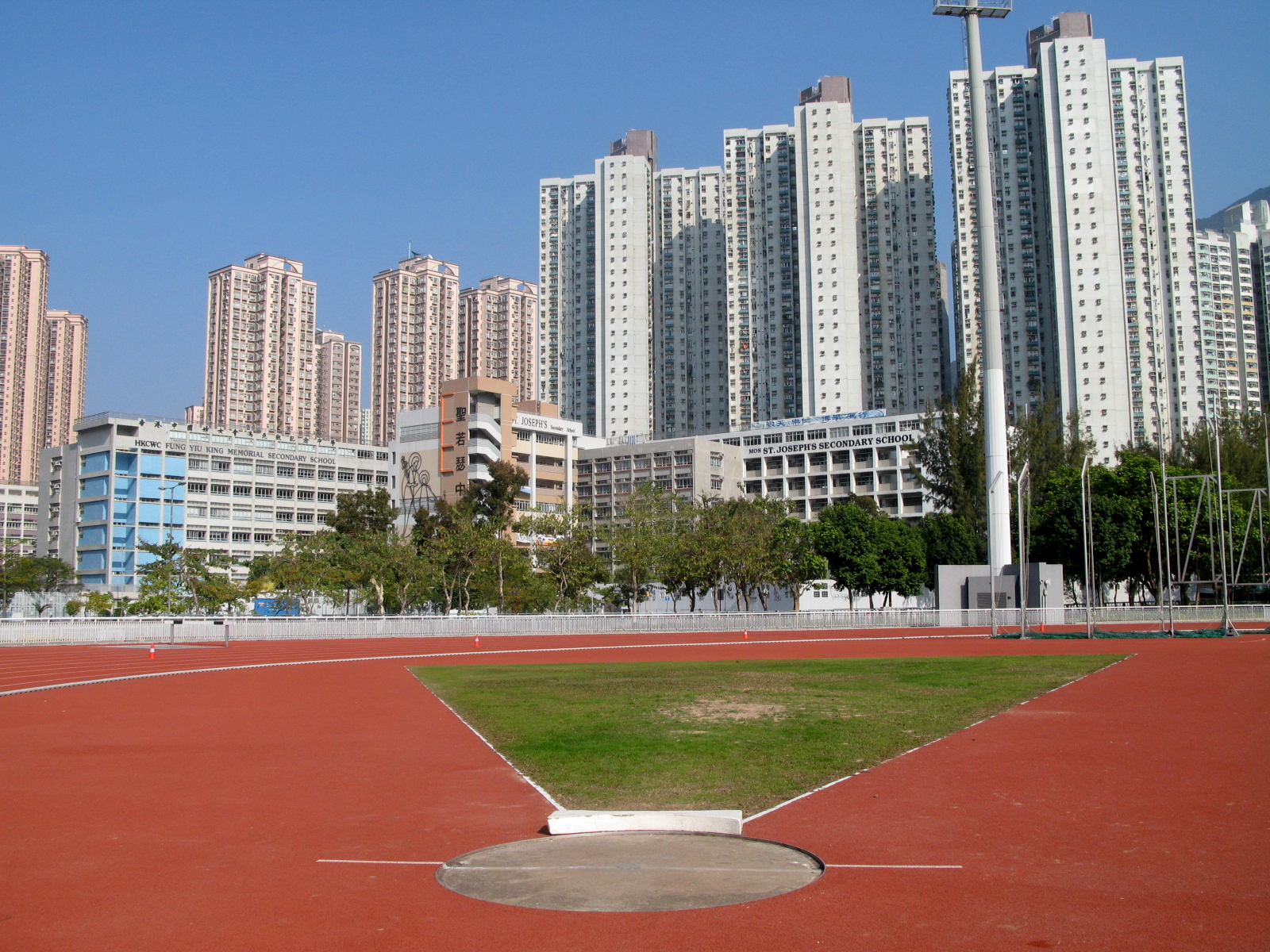
田徑設施

## 活動

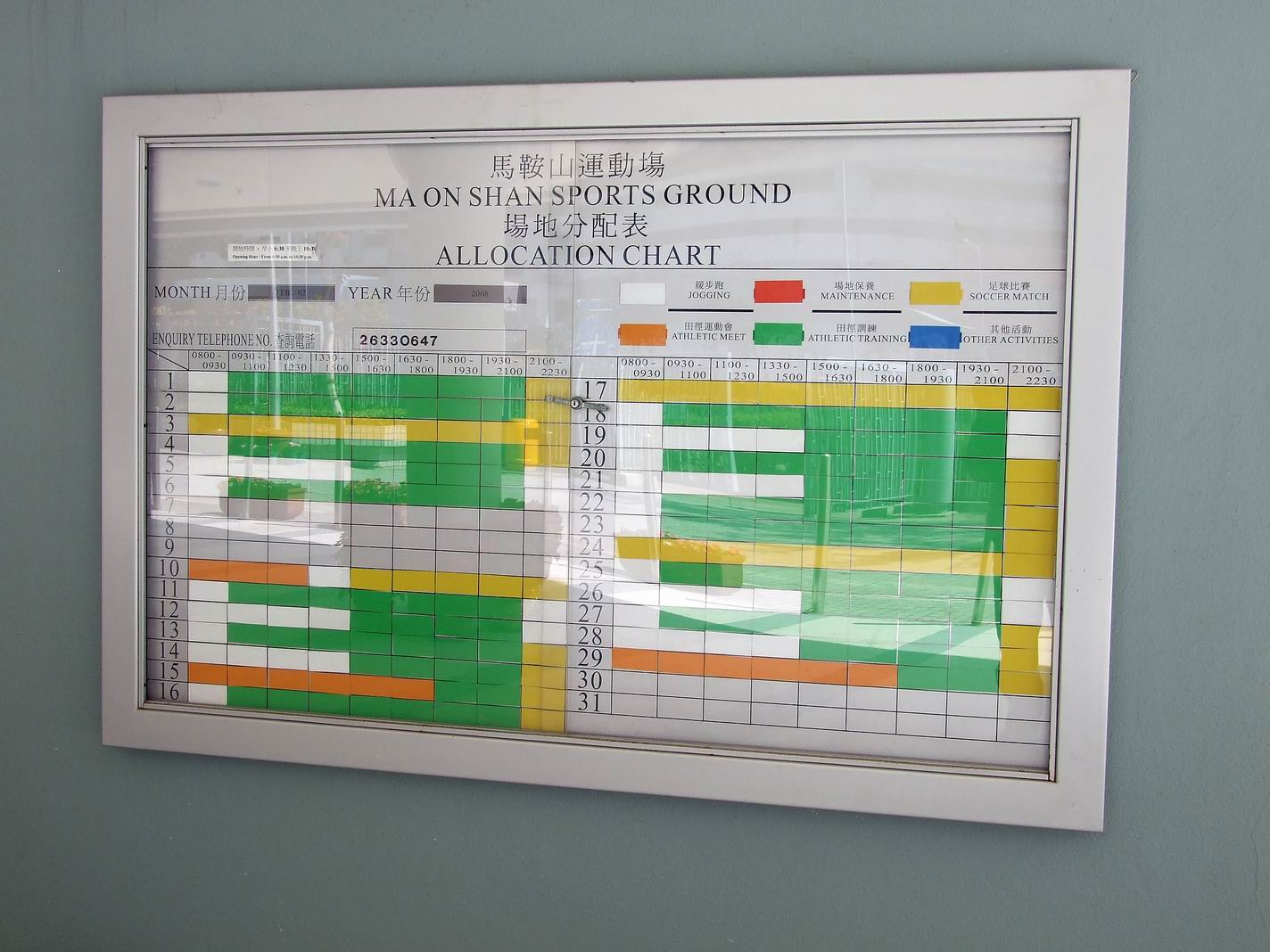
2008年2月的場地分配表，7、8、9日為農曆年假，公眾只有早上8:00-9:30可以作緩步跑

馬鞍山運動場的設計是供舉辦地區體育活動之用，如學校或公司社團的運動會。未有租訂作田徑運動會、田徑練習及非指定活動時，埸內的跑道開放給市民作緩跑之用。
本港精英運動員因港府協辦08年北京奧運馬術項目而需搬遷，影響最大的田徑項目，已獲政府首肯把馬鞍山運動場每日的使用權，撥予田徑總會使用，當田總不使用該場地，才開放予市民使用。
香港足球總會亦會安排乙組及丙組足球聯賽在這裡舉行。